# جک کسدی
جک کسدی (انگلیسی: Jack Casady؛ زادهٔ ۱۳ آوریل ۱۹۴۴) موسیقی‌دان اهل ایالات متحده آمریکا است که به عنوان یکی از گیتاربیس‌نوازان پیشگام موسیقی راک شناخته می‌شود. او عضو گروه سایکدلیک راک جفرسن ایرپلین و گروه بلوز راک هات تیونا بود.
نام جک کسدی به همراه دیگر اعضای جفرسن ایرپلین در سال ۱۹۹۶ به تالار مشاهیر راک اند رول وارد شد.